# District de Jamnagar
Le district de Jamnagar (gujarati : જામનગર જિલ્લો) est un district de l'état du Gujarat en Inde.

## Géographie
Le district a une population de 2 160 119 habitants pour une superficie de 14 125 km2.